# 兴业县
兴业县（邮政式拼音：Hingyeh）是中国广西壮族自治区玉林市所辖的一个县。总面积为1486.7平方公里，县人民政府驻石南镇。

## 历史沿革
陈天嘉二年（公元561年）置石南郡、石南县。唐朝始设兴业县。1952年8月撤兴业县，并入玉林县。1997年4月22日，国务院批复，设立兴业县。

## 行政区划
兴业县下辖13个镇：
石南镇、大平山镇、葵阳镇、城隍镇、山心镇、沙塘镇、蒲塘镇、北市镇、龙安镇、高峰镇、小平山镇、卖酒镇和洛阳镇。

## 人口
根据(广西壮族自治区)玉林市第七次全国人口普查主要数据公报显示：兴业县常住人口为508344人，男性人口占比52.58%，女性人口占比47.42%，年龄结构中0-14岁占比25.2%，15-59岁占比54.03%，60岁以上占比20.77%，65岁以上占比15.77%。

## 交通
- 呼北高速、 广昆高速、 324国道。
- 兴业站：黎湛鐵路。

## 风景名胜
- 鹿峰山龙泉岩风景区
- 燕山湖风景区
- 铁联水库风景区
- 石嶷文塔
- 庞村清代民居群
- 葵山山脉风景区（簫公庙）

## 特产
- 山心云雾茶，五指山茶
- 山心红茶，茶油
- 山心桂圆蜜
- 葵山茶油
- 大肉余甘果
- 兴业贡柑
- 荔枝干
- 石南春蝎子酒
- 石南春酸脆菜
- 兴业城隍酸料

大宗商品-木薯、荔枝、龙眼

## 教育事业
全县现有学校200余所，其中包括：
- 兴业高中（前身为石南高中）
- 兴业一中
- 兴业二中
- 玉林市民族中学
- 山心镇一中
- 山心镇二中
- 沙塘中心校